# Laulu Laakson Kukista
Laulu Laakson Kukista (с фин. — «Песня Долины Цветов») — второй студийный альбом финской группы Paavoharju, выпущенный 14 июня 2008 года на финском лейбле Fonal Records.

## Стиль, отзывы критиков
Альбом привлёк внимание музыкальных критиков. Нед Рэггетт, обозреватель сайта Allmusic.com, оценил диск положительно и похвалил разноплановость композиций, среди которых встречаются как «угрюмо-танцевальные» и выдержанные в классическом балладном стиле, так и «облака меланхоличных, отдающихся эхом текстур».
Рецензент российского журнала «Fuzz» отметил: «Когда Лаури и Олли Айнала, жители городка Савонлинна, играют в психоделику, это напоминает попытки наших бит-групп записать свои первые опусы на плёнку (этакий БГ 1973 года). Но сделано это так не из-за недостатка средств, а из принципа».

## Список композиций
1. Pimeänkarkelo
2. Kevätrumpu
3. Tuoksu tarttuu meihin
4. Italialaisella laivalla
5. Alania
6. Uskallan
7. Ursulan uni
8. Kirkonväki
9. Salainen huone
10. Tyttö tanssii
11. Sumuvirsi